# Řeholní slib
Řeholní sliby (lat. Professio religiosa) jsou sliby, které vykonávají členové řeholních společenství v římskokatolické, anglikánské a pravoslavné církvi. Z hlediska řeholníků se jedná o veřejné prohlášení, ve kterém vyjadřují souhlas s životem v chudobě, čistotě a poslušnosti. To se chápe jako svobodné osobní rozhodnutí v následování Krista životem v řeholním společenství. Že jsou řeholní sliby zároveň veřejné, je závazkem církevního práva. Jedním z důsledků těchto slibů je taktéž život v celibátu.

## Západní církev
V řeholi svatého Benedikta od 6. století mniši a mnišky skládali tzv. benediktinské sliby, jejichž obsahem byla poslušnost, stálost (život v jednom konkrétním řeholním společenství), odmítnutí osobního majetku a život v celibátu.
Během 12. a 13. století žebravé řády jako dominikáni či františkáni, jejichž poslání vyžadovalo větší pohyblivost a flexibilitu, upustily od slibu setrvání v jednom klášteře a držely se slibů čistoty, chudoby a poslušnosti, stejně jako členové mnoha dalších řádů či kongregací založených ve stejné době. Sliby těchto tří tzv. evangelních rad jsou v dnešní církvi podmínkou, kterou stanovuje církevní právo.
Církevní řády 16. století a dalších jako jezuité či redemptoristé následovaly tento obecný koncept. Někteří pak k němu ještě přidávali nějaký „čtvrtý slib“, který se vztahoval k jejich specifickému zaměření.

### Římskokatolická církev
V římskokatolické církvi se slibů, které skládají členové řádů a kongregací, týkají kánony 654–658 kanonického práva. Sliby se obvykle skládají ve dvou stupních. Nejprve se skládají tzv. časné sliby (dočasné sliby) a poté po několika letech tzv. věčné sliby (doživotní sliby). V některých řádech mohou být časné sliby obnovovány několikrát, než se přistoupí k závěrečným slibům věčným. Existují však i výjimky – např. jezuité skládají rovnou věčné sliby, misionářky milosrdenství založené sv. Terezií z Kalkaty pak pouze časné, které se však po čase obnovují.
Terminologicky až do roku 1983, kdy byl vydán Kodex kanonického práva (CIC), respektive do roku 1994, kdy byl přeložen a vydán, existuje v češtině určitá terminologická nejasnost mezi pojmy slavné, věčné  a trvalé sliby apod. CIC pak začal používat termín doživotní sliby. Stejně je tomu i v případě výrazu časné sliby aj., kdy CIC používá výraz dočasné sliby. Nicméně v různé řádové legislativě (tzv. vlastním právu) se stále ještě objevuje starší tradiční terminologie.
V katolické církvi pak existují ještě další formy slibů pro jednotlivé muže a ženy. Skládají sice sliby poslušnosti, chudoby a čistoty, nežijí však v žádném řeholním společenství, ale ve světském prostředí.
Existuje taktéž jedno společenství zasvěceného života – část Společnosti svatého Pavla – jehož členové mohou být ženatí či ovdovělí. Jejich úkolem má být život v manželské čistotě, chudobě a poslušnosti odpovídající jejich konkrétní situaci ve světě. Jsou řádnými členy tzv. Paulínské rodiny – seskupení 10 řádů, světských institucí a spolupracovníků, založených blahoslaveným Jakubem Alberionem.

## Pravoslavná církev
Ačkoliv skládání slibů nebylo součástí nejranějších klášterních společenství (nejranější zaznamenaný symbol toho, že je člověk řeholníkem, bylo nošení klášterního hábitu), sliby se později staly normální částí tonzury křesťanského Východu. Předtím člověk, který se chtěl stát řeholníkem, jednoduše našel duchovního otce a žil pod jeho vedením. Doba, kdy si oblékl řeholní hábit, byla poté chápána jako životní rozhodnutí odevzdat se Bohu a zůstat pevný ve svém přesvědčení do konce života.
V pravoslavné církvi skládají mniši sliby čistoty, chudoby, poslušnosti a stálosti. Než se přistoupí ke slibům, žijí kandidáti jako novici. V pravoslavné církvi má mnišství tři stupně. Do nějakého řeholního stavu pak může druhého uvádět ten, který již v příslušném či vyšším stupni je. V pravoslavné církvi musí být mnichem taktéž každý biskup.